# Алекса Дундић (филм)
„Алекса Дундић“ (рус. Олеко Дундич) је југословенско-совјетски филм из 1958. године у режији Леонида Лукова о Алекси Дундићу, хероју из доба Руског грађанског рата. У снимању филма су учествовале јединице Југословенске народне армије и Совјетске армије.

## Радња
Фебруарска револуција потреса Руско царство и Српски добровољачки корпус. Војници почињу да дезертирају из корпуса и придружују се јединицама Црвене армије. Један од њих је и Алекса Дундић, добровољац и поручник Српског добровољачког корпуса који одбија да служи владу Александра Керенског. Заједно са својим одредом се прославља у Буђонијевој коњици у борбама против Белих на чију страну је прешао Павле Хоџић његов бивши саборац из СДК.

## Продукција
Алекса Дундић је био први филм снимљен у копродукцији Совјетског савеза и Југославије. Снимање је започето на лето 1957. године, а окончано осам месеци касније.

## Улоге
| Глумац              | Улога                    |
| ------------------- | ------------------------ |
| Бранко Плеша        | Алекса Дундић            |
| Татјана Пиљецкаја   | Гаља                     |
| Столе Аранђеловић   | Рашовић                  |
| Љуба Тадић          | Драгић                   |
| Милан Пузић         | Павле Хоџић              |
| Зоран Бендерић      | Мирко                    |
| Драгомир Фелба      | Палић                    |
| Сергеј Филипов      | коначар                  |
| Валентин Гафт       |                          |
| Татјана Коњухова    | Дашка                    |
| Сергеј Лукјанов     | генерал Андреј Шкуро     |
| Михаил Пуговкин     |                          |
| Јевгениј Самојлов   | Бодров                   |
| Маргарита Шуикина   | Циганка Настја           |
| Лариса Собољевскаја | Ирина Туманова           |
| Константин Сорокин  | командир                 |
| Виктор Старчић      | генерал Михаило Живковић |
| Лав Свердлин        | Семјон Буђони            |
| Владимир Трошин     | Климент Ворошилов        |
| Леонид Тобџијев     | гроф Галицки             |
| Јевгениј Велихов    | генерал Жобер            |

Комплетна филмска екипа  ▼
| Редитељ              | Леонид Луков        |                                |
| Сценариста           | Антоније Исаковић   | (писац)                        |
| Сценариста           | Михаил Катс         | (писац)                        |
| Сценариста           | Леонид Луков        | (писац)                        |
| Композитор           | Никита Богословскиј | (као Никита Богословски)       |
| Директор фотографије | Михаил Кирилов      |                                |
| Монтажер             | Лидија Жучкова      |                                |
| Сценограф            | Александр Дикхтиар  |                                |
| Уметнички директор   | Драгољуб Лазаревић  |                                |
| Декоратер сцене      | Борис Дуксхт        |                                |
| Костимограф          | Иван Бахметијев     |                                |
| Одсек за шминку      | Н. Мардисова        | шминкер                        |
| Помоћник режије      | Стојан Ћулибрк      | помоћник редитеља              |
| Помоћник режије      | Борис Каневски      | помоћник редитеља              |
| Помоћник режије      | П. Познанскаја      | помоћник редитеља              |
| Помоћник режије      | Здравко Рандић      | помоћник редитеља              |
| Уметнички одсек      | Борис Дуксхт        | сет дизајнер                   |
| Одсек за звук        | Миодраг Недић       | тонски сарадник (као М. Недић) |
| Одсек за звук        | Николаи Озорнов     | тонски сарадник                |